# Expecting to fly (lied van Neil Young)
Expecting to fly is een lied van Buffalo Springfield dat werd geschreven door Neil Young. Het verscheen in 1967 op hun album Buffalo Springfield again. In hetzelfde jaar kwam het in Italië op de B-kant te staan van Mr. Soul. Een jaar later kwam het op de voorkant te staan van een single die werd uitgebracht in de VS en enkele landen in Europa; op de B-kant van die single staat Everydays.

## Tekst en muziek
De melodie vertoont overeenkomsten met vroeg werk van Tim Hardin, waar Young en bandlid Stephen Stills beiden fan van waren. 
Hardins Reason to believe staat ook op Neil Young’s album A letter home uit 2014, dat volledig bestaat uit covers van zijn eigen favoriete nummers. 
Het is geschreven op eenvoudige akkoordenwisselingen. Het arrangement en het pianospel zijn afkomstig van Jack Nitzsche, terwijl het werk werd opgenomen in een periode toen Young de band tijdelijk had verlaten. Hierdoor wordt dit ook wel beschouwd als zijn eerste echte solonummer.
Expecting to fly gaat over twee mensen aan het einde van hun liefdesrelatie. Het vliegen zou volgens een recensie op Thrashers Wheat verwijzen naar het gevoel dat opgewekt wordt bij een succesvolle liefde. Het zou niettemin ook een verwijzing kunnen zijn naar het LSD-gebruik van die tijd, ook wel acid in het Engels. De recensie van AllMusic herinnert er bijvoorbeeld aan dat Nitzsche's snaararrangementen weleens zijn omschreven als "Phil Spector on acid."

## Hitnoteringen
In deze tijd was Buffalo Springfield buiten de VS nog amper bekend. Dit nummer heeft dan ook niet in de Belgische hitlijsten gestaan en in Nederland slechts twee weken in de Tipparade. De waardering voor dit nummer groeide pas later, wat ook blijkt uit de notering in de Top 2000 van NPO Radio 2. 
Het nummer is in Nederland mede bekend geworden dankzij Tineke de Nooij (Radio Veronica / Omroep Max), die het gebruikte als slottune voor programma's als TinekeShow.
Billboard Hot 100
| Jaar | hitlijst               | notering | aantal weken |
| ---- | ---------------------- | -------- | ------------ |
| 1968 | Billboard Hot 100 (VS) | 98       | 2            |

NPO Radio 2 Top 2000
| Nummer met noteringen in de NPO Radio 2 Top 2000 | '99 | '00-'01 | '02 | '03 | '04 | '05 | '06 | '07 | '08 | '09  | '10  | '11  | '12  | '13  | '14  |
| ------------------------------------------------ | --- | ------- | --- | --- | --- | --- | --- | --- | --- | ---- | ---- | ---- | ---- | ---- | ---- |
| Expecting to fly                                 | 324 | -       | 443 | 568 | 581 | 758 | 805 | 666 | 672 | 1121 | 1023 | 1242 | 1520 | 1563 | 1750 |

1. ↑  Een '-' betekent dat het nummer niet was genoteerd en een vetgedrukt getal geeft de hoogste notering aan.
2. ↑  Deze tabel is bijgewerkt tot en met de laatste editie (2024).

## Uitvoeringen en covers
Nadat Neil Young Buffalo Springfield definitief had verlaten, speelde hij het nummer langere tijd niet meer tijdens concerten. Wel stond het ondertussen op zijn verzamelalbum Decade (1977). In 2003 trad hij er weer voor het eerst mee op tijdens zijn Greendale-tournee. Daarna verscheen het ook nog op zijn archiefalbums Sugar mountain - Live at Canterbury House 1968 (2008) en The archives vol. 1 1963-1972 (2009). Op het laatste album zijn twee versies van dit nummer opgenomen.
Van het nummer veschenen verschillende covers op muziekalbums van andere artiesten, zoals door Sonya Hunter (This note's for you too, 	1999), Rusty Squeezebox (Isotopes, 2000), Tom Wilson (Borrowed tunes II, 2007) en Avocet (A fundamental experiment, 2010) en Metric (iTunes Session, EP, 2011).